# Jabarie Hinds
Jabarie Wayne Hinds (Mount Vernon, 11 marzo 1992) è un cestista statunitense.